# Sicut Judaeis
Sicut Judaeis byla papežská bula vydaná Kalixtem II. v roce 1120. Papež v ní vydal předpisy na ochranu Židů, kteří utrpěli tolik během první křížové výpravy. Papež nařídil, pod trestem exkomunikace, aby byly zakázány vynucené konverze Židů na křesťanství, aby jim nebyl zabavován majetek, aby se na nich neprováděly násilné činy a nebyly narušovány jejich náboženské obřady. Na druhé straně bylo Židům zakázáno stavět nové synagogy a mít křesťanské otroky.
Prosazení ustanovení této buly bylo v celé středověké Evropě problematické, o čemž svědčí fakt, že stejné nařízení bylo opakováno mnoha dalšími papeži v následujících stoletích, např. Alexandrem III. v roce 1159 a Mikulášem V. v roce 1447.